# KOFE-IN
KOFE-IN je česká elektro rocková hudební skupina vzniklá v roce 2006.

## Historie
Kapela KOFE-IN vznikla v roce 2006 a debutovala o tři roky později deskou Osobní vesmír. Videoklipy KOFE-IN se opakovaně těšily úspěchu v hitparádách České televize (Pomeranč, Medúza aj.) či TV Óčko. Video podoba skladby Jediná z jejich druhého alba Libertin (2011) na jaře 2013 zvítězila v anketě iReport – Žebřík v kategorii videoklip roku 2012. Skupina sama bodovala v anketách Žebřík (Objev roku 2011 - 2. místo; Klip roku 2012 – 1. místo; Deska roku 2013 – 2. místo) nebo Český YouTube Fest (2. místo 2011) a její rozsáhlá koncertní činnost k dnešnímu dni čítá již přes 500 vystoupení. V létě 2013 kapela natočila třetí desku "Dobré nebe", která vyšla v listopadu téhož roku. V září 2013 zveřejnila videoklip k písni "Moje dobré nebe". V roce 2014 zveřejnila videoklip natáčený na Islandu k písni Projíždíme krajinou a v únoru 2015 nový kompletně animovaný videoklip ke skladbě Dívčí. V roce 2016 kapela natočila dva singly s názvy Čarodějka a Víme kudy. K oběma skladbám kapela natočila videoklipy, které zveřejnila v průběhu roku 2017. Na konci roku 2018 kapela odehrála akustický koncert ve vyprodaném Slezském divadle v Opavě, ze kterého byl pořízen videozáznam a audiozáznam, který byl vydán v elektronické podobě na platformách Spotify, Deezer, Amazon a Googleplay. V roce 2019 kapela vydala singl a videoklip s názvem Bouře a na jaře roku 2020 vydává EP s názvem Ať to trvá věčně. Píseň Bouře získala ocenění Zlatá česká dvanáctka v hitparádě Českého rozhlasu 2. Tento song také získal cenu Jantar (Moravskoslezské kulturní ceny) za Píseň roku 2019. V roce 2022 kapela vydala singl Troja, ke kterému byl natočen stejnojmenný videoklip, poté následoval druhý singl a klip s názvem Nalézám tě ve stopách, ve kterém hostuje ostravská písničkářka Kaczi. Společně s tímto songem vychází pětipísňové EP s názvem KFN.[zdroj?]

## Diskografie
- Osobní vesmír (2009)
- Libertin (2011)
- Dobré nebe (2013)
- Ať to trvá věčně (2020)
- KFN (2023)